# امامزاده حلیمه خاتون سرپیر
امامزاده حلیمه خاتون سرپیر مربوط به دوره صفوی - دوره قاجار است و در شهرستان اردل، بخش مرکزی، روستای سرپیر واقع شده و این اثر در تاریخ ۸ مرداد ۱۳۸۱ با شمارهٔ ثبت ۵۹۸۴ به‌عنوان یکی از آثار ملی ایران به ثبت رسیده است.

## ساختمان امامزاده
بنای امامزاده در میان روستای سرپیر بر روی یک بلندی قرار دارد که به قول مردم مدفن حلیمه خاتون می‌باشد بنای امامزاده شامل یک حرم، رواق، راهرو و سردابی کوچک است. مصالح این بنا از آجر، سنگ و ملاط گچ و گل می‌باشد. فرم بیرونی امامزاده به شکل چهار گوش است که حرم بنا در ضلع شمالی قرار دارد. رواق امامزاده اتاقی است مستطیل شکل به ابعاد ۵×۶ متر که دارای سقفی طاق و چشمه‌ای (به روش بومی) است و ورودی آن از جهت شرق می‌باشد و ضلع غربی آن به حرم راه دارد. در اضلاع شمالی و جنوب آن دو ورودی قرینه به عرض ۱ متر به راهروها تعبیه شده است که دارای پنج طاقچه بزرگ و کوچک کم عمق می‌باشد. راهروهای سمت چپ و راست رواق دارای دو ورودی از جهت شرق می‌باشند. طول راهرو سمت راست ۹ متر و عرض ۱۷۰ سانتی‌متر است که با پیچی سی درجه به حرم ختم می‌شود. پوشش این راهرو نیز طاق و چشمه (به روش بومی) است و دارای چهار طاقچه کوچک می‌باشد که درونشان شمع روشن می‌کنند. معماری و ابعاد راهرو سمت چپ همانند راهرو سمت راست است با پنج طاقچه کم عمق در انتهای آن دری کوچک وجود دارد که با هفت پله به عرض ۱ متر به درون سرداب امامزاده ختم می‌شود. سرداب امامزاده به ابعاد ۴×۴ متر است و ارتفاع آن ۱۳۰ سانتی‌متر می‌باشد. فرم آن هشت ضلعی است که در چهار جهت آن چهار طاقچه کوچک با قوس بیز جهت روشن کردن شمع تعبیه شده است. کف این سرداب سکویی مستطیل شکل با دو ستون مستطیل و میان تهی دیده می‌شود که گهواره‌ای چوبی بر روی آن قرار دارد. در قسمت فوقانی سکو حفره‌ای وجود دارد که مردم از طریق این حفره خاک درون سکو را خارج کرده و می‌خورند. فرم درونی حرم نیز هشت ضلعی است که در ضلع شرقی و سمت راست به ترتیب ورودی رواق به حرم و راهرو سمت راست به حرم قرار دارند و ضلع سمت چپ ورودی رواق به حرم طاقچه‌ای تعبیه شده است. در سایر اضلاع، طاق نماهایی کم عمق با قوس بیز وجود دارد. گنبد بنا به کمک ۱۲ طاق بندی کوچک با قوس بیز بر روی فرم هشت ضلعی حرم ساخته شده است. در زیر گنبد محجری چوبی و مشبک دیده می‌شود که در زیر آن سکوی سرداب قرار گرفته است. کف تمامی بنا به جز سرداب موزائیک فرش می‌باشد و سطح دیوارها گچ اندود است. در جلو جبهه شرقی بنا، حیاط کوچکی وجود دارد. نمای این جبهه پلاستر شسته و تمامی درها آهنی است. 

## گنبد
پوشش گنبد ورق و ساقه گنبد دارای کاشیکاری ساده و کتیبه دار می‌باشد. این امامزاده تنها بنای سردابی استان است که دارای تاریخی ایلخانی است و در دوره های بعد مرمت گردید. نمونه‌ای از این مرمت‌ها در کتیبه‌ای سنگی به تاریخ ۱۳۳۲ در بالای ورودی رواق به حرم ذکر شده است.